# De Merwede (scheepswerf)

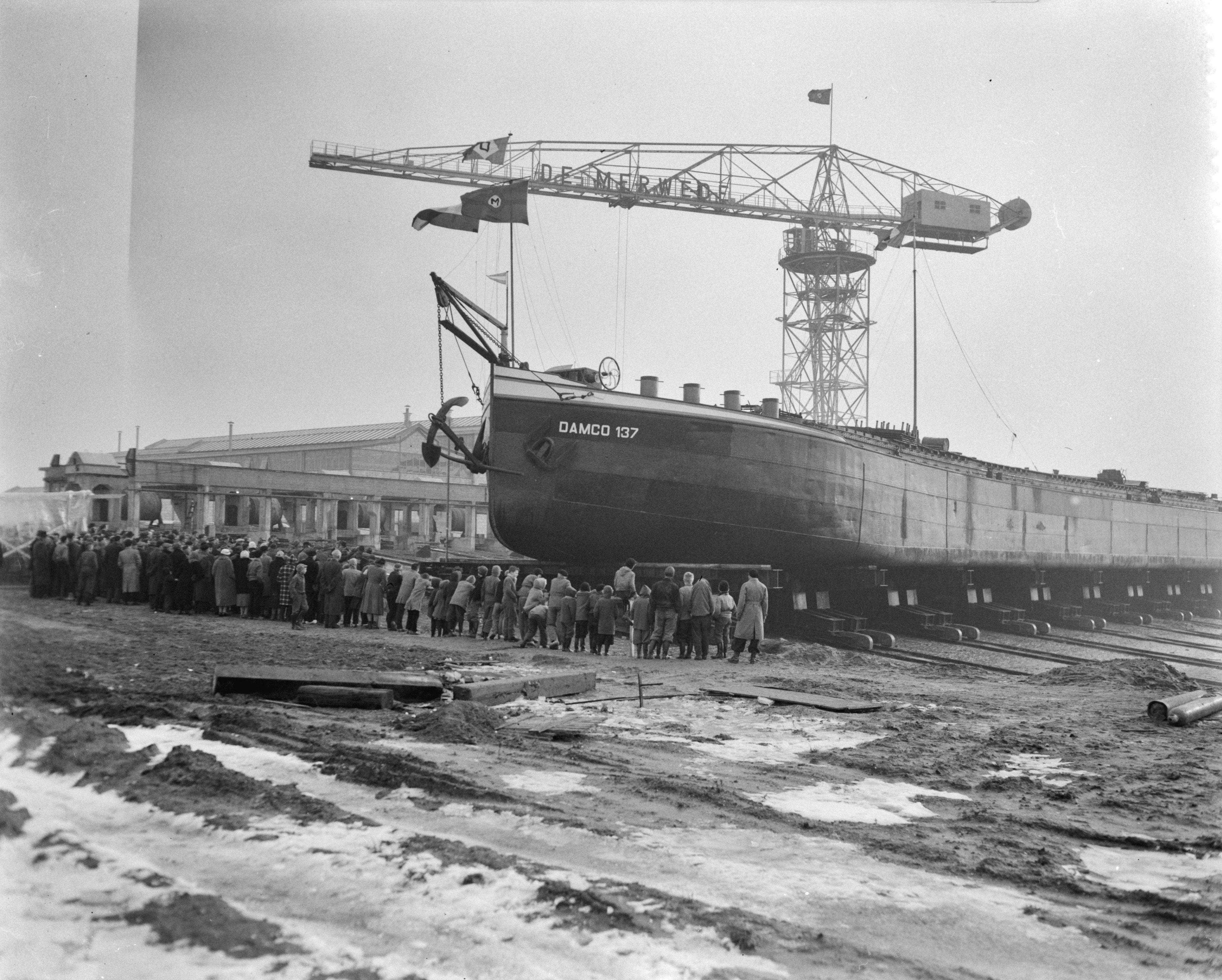
Ingebruikname nieuwe reparatiedwarshelling, 17 januari 1959

De Merwede is een scheepswerf annex machinefabriek die bestaat sinds 1902 te Hardinxveld-Giessendam (Zuid-Holland).

## Oprichting en groei
In de loop van 1902 kwam de werf in bedrijf die per 1 januari 1903 formeel startte onder de naam werf Merwede Langeveld en Van Vliet. De drijvende kracht was scheepsbouwer Christiaan van Vliet, bijgestaan door zoon en scheepstekenaar Gerrit Jacobus. De medefirmanten, de kooplieden Paulus Langeveld Klaaszoon en Klaas Langeveld Pauluszoon, waren  verantwoordelijk voor de administratie e.d. 
In de loop van 1904 kwam Paulus Langeveld in financiële problemen, en de beide Van Vliets zetten vervolgens samen de zaken voort onder de naam Van Vliet & Co. Er waren dan al diverse sleepkanen, een vislogger en een zeestoomschip van stapel gelopen. In 1913 volgde omzetting in een naamloze vennootschap met een maatschappelijk kapitaal van f 400.000 waarvan de helft volgestort, onder leiding van Gerrit Jacobus van Vliet. De werf kende een breed productiepakket, naast nieuwbouw ook reparatiewerk. In 1923 volgde de eerste veerboot. Ook de baggerindustrie uit de regio was regelmatig klant. 
De familie Van Vliet werd rond 1930 afgelost door de familie Van der Vlies. Eerst was G. A. van der Vlies, tot zijn overlijden in 1956 directeur, later kwam zijn zoon C. J. mede aan de leiding (sinds 1962 adjunct-directeur, 1969 mededirecteur)

## Na 1945
De Merwede herstelde zich snel van de oorlogsschade en leverde het eerste naoorlogse Nederlandse zeeschip. Technisch liep de werf voorop met onder meer toepassing van nieuwe navigatiemiddelen als radar. In 1959 kwam er een een nieuwe reparatiewerf met dwarshelling. Een nieuwe nieuwbouwhelling met een lasloods van 24 m hoog met een roldeur werd in 1972 in gebruik genomen. Deze was nodig in verband met aanpassing aan de nieuwe getijden en waterstanden als gevolg van de voltooiing van de Deltawerken. De onderneming werd in hetzelfde jaar omgezet in een besloten vennootschap. 
In 1990 begon het bedrijf aan een nieuwbouworder voor een baggerschip voor Jan De Nul en werd voordat het tot oplevering hiervan kwam overgenomen door Koninklijke IHC.